# آلبرتو اوریا
آلبرتو اوریا (اسپانیایی: Alberto Uria‎؛ زادهٔ ۱۱ ژوئیهٔ ۱۹۲۴ در مونته‌ویدئو، درگذشتهٔ ۴ دسامبر ۱۹۸۸ در مونته‌ویدئو) رانندهٔ مسابقات اتومبیل‌رانی فرمول یک اهل اروگوئه بود که از فصل ۱۹۵۵ تا ۱۹۵۶ در مجموع در دو گراند پری شرکت کرد، اما موفق به کسب هیچ امتیازی نشد.
اوریا در ۴ دسامبر ۱۹۸۸ در مونته‌ویدئو درگذشت.